# Keöd József
Füredi Keöd József (Balatonfüred, 1839. november 23. – Balatonfüred, 1897. november 22.) hajóskapitány, szőlész, hajózási szakíró és színész.

## Élete

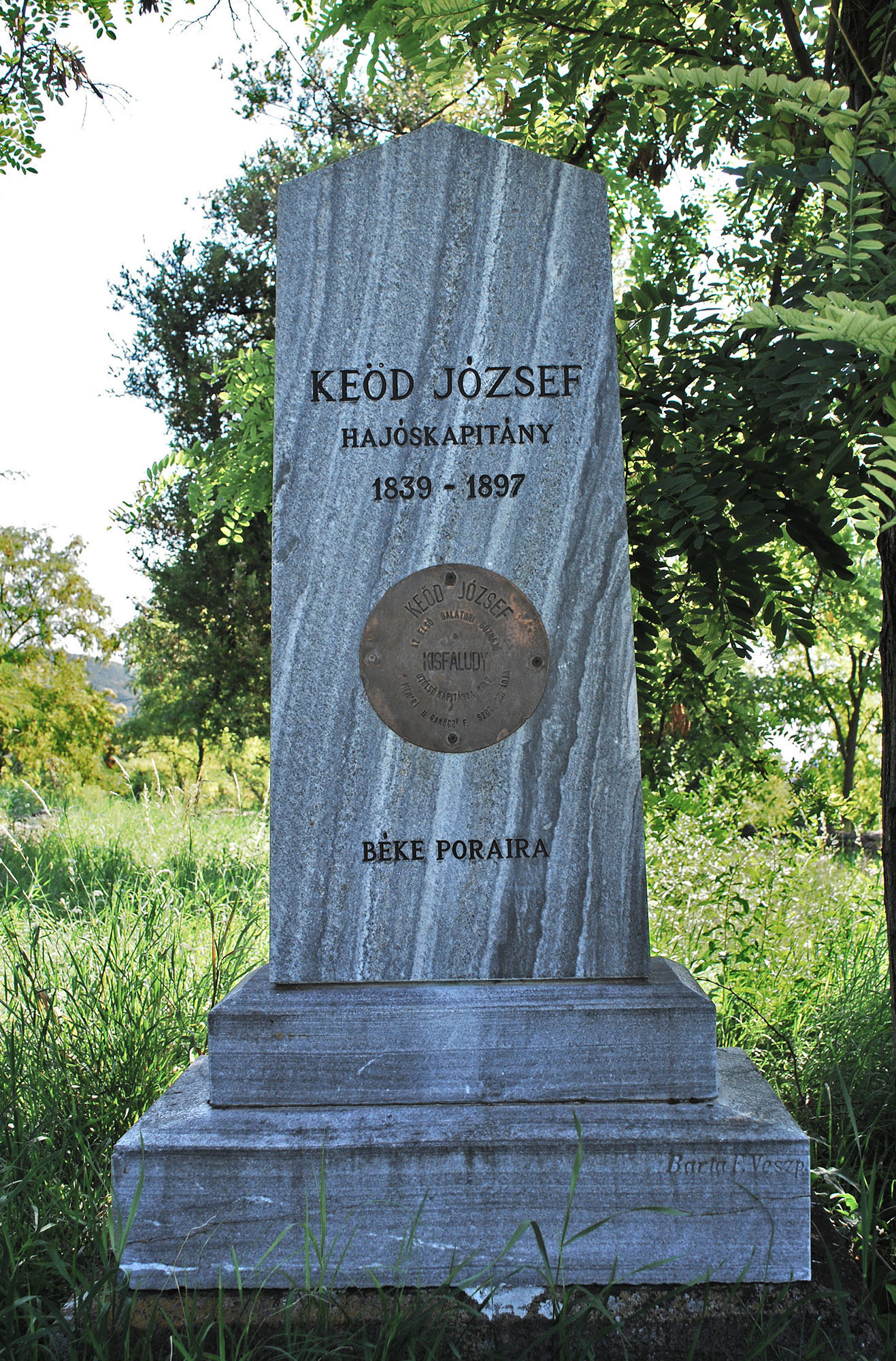
Sírja Balatonfüreden

Szülei az egyházi pályára szánták, de ő más életre vágyott és a színi pályára ment. 1860 őszén a Balatonfüreden működött Molnár György társulatához csatlakozott. Színészkedett ekkoriban Szegeden és Budán is. A Molnár György színigazgató által 1861-ben létesített Budai Népszínház egyik alapító tagja. Innen a vidékre került Szuper Károly színtársulatához, melynél aztán 1867-ig működött Székesfehérvárott, Veszprémben, Sümegen, Zalaegerszegen, Keszthelyen, Kőszegen, Szombathelyen, Nagykanizsán, Kaposvárott, Szekszárdon, Kalocsán, Halason, Szabadkán, Baján. Atyja halála után édesanyja kívánságára megvált a színészettől, és hazatért.
1868 elején Balatonkisszőllősön megválasztották községi jegyzőnek, de ez a kisközségi állás nem felelt meg sem anyagi sem szellemi igényeinek. Így helyette a tengereket választotta és hozzáfogott a hajózási szakismeretek elsajátításához úgy az elméleti, mint  gyakorlati téren is. Megtanulta a német nyelvet, hogy idegen szakkönyvekből is képezhesse magát, és e tárgyban szakmunkát is írt. 1872. október 26-án hajóskapitányi vizsgát tett, és hajózott a Dunán, a Tiszán, a Dráván, a Száván és a Balatonon is. 1873 őszén az Egyesült Magyar Gőzhajózási Társulat, melynél alkalmazásban állt, feloszlott és ekkor a Balatonra ment, ahol a Balaton Gőzhajótársaság Kisfaludy gőzösének kapitánya lett 1879-től 1887-ig. De itt a hajózási szezon csupán csak a fürdőévadra korlátozódott, évenként alig négy hónap volt, így emellett sokoldalúságát tovább gyarapítva 1874-től szőlőtermeléssel és borászattal is foglalkozott. E téren egy találmánya, az egyszerűsített kettős működésű borsajtó, császári és királyi szabadalom lett. A trieszti kiállításon ezüst érmet, a deésin bronzérmet kapott. A balatonfüredi, egri és amszterdami kiállításon pedig elismerő oklevéllel tüntették ki.

## Írásai
Költeményei és cikkei jelentek meg a következő lapokban: Zala-Somogyi Közlöny (1867. költ., Röppentyűk B.-Füredről, 1868. Egy jóbarátom életéből, elb.), Hon (1874. 191. sz. A Balaton tó ügyében), Balaton és Vidéke (1876. El Radegundba!), M. Állam (1876. 153. sz. költ., 1882. 199. sz. A magyar faj stagnatiója. 1883. 48. szám, A semiták arany bornyú imádása), Zalai Közlöny (1880. 22. sz. Frixum, rajz, 1881. 81. sz. Statariumot nekünk!, Állapotok Balaton-Füreden, 1882. 53. szám Rossz csillagok járnak); Székesfehérvár és Vidéke (1880. 45-ik szám Post festa, 1881. 12. sz. Maga kárán tanul a magyar), Istóczy 12 Röpirata (1880-84. Államunk és a judaismus, Törüljük el az emanczipácziót, A nyomorultak, A tapolczai összejövetelnél, A zsidó esküje a bíróságok előtt, A kóser czukor kérdéséhez, Nem szuronyokkal hanem törvényekkel ostromlandó a baj, Adóexecutió és a zsidók, A keresztény választott nép), Veszprémi Független Hirlap (1882. 6., 7. sz. Állapotok, 29. sz. A mai korszellem); Népjog (Kaposvár 1882. Bő termés, bő aratás, 1883. Rossz tünetek, rossz előjelek, A nemesis); Testvériség (Kecskemét 1883. Testvériség, Színvakság, Harmadszor is mit akarunk), Sopron (1883. 35-40. sz. Cseppkőbarlang B.-Füreden), Ébredjünk (Nyiregyháza 1883. A fővárosi napisajtóhoz), Függetlenség (1884. 45. sz. A bortermelés zsebrákjai, 227. sz. Zsidó pökhendiség, 239., 140. szám A nemzettest férgei), Budapesti Néplap (1884. 47., 48. szám Az álszabadelvűség áldásai és végeredménye), Balaton (1884. Audiatur et altera pars), a Borászati Lapoknak 1874-től fogva s a kassai Szőlészeti, Borászati és Gazdasági Lapnak 1880-tól állandó munkatársa volt.

## Munkái
- A nemtő diadala. Allegoria. Három szakaszban, néma képlettel. Baja, 1866. (Először jan. 13. Baján Szuper Károly szini pályájának negyedszázados emlékünnepén.)
- Gyakorlati hajógőzgéptan és kazánisme. Pest, 1870.
- A színfalak titkai. Leleplezések a vidéki szinészet ügyében. Nagy-Kanizsa, 1876. (Különny. a Zalai Közlönyből.)
- Népszerű szőlőmívelés és borkezelés. Bpest, 1880. 12 ábrával.
- A gőzkazánrobbanások okai. Az erőműtani hőelmélet alapján. Uo. 1885. (Mutatványok a M. Közlekedésügyben 1875-76-ban jelentek meg a három kötetes kézirati munkából.)

### Kéziratban
- Azt hittem szobaleány, vígjáték két felv. (előadatott Baján a 60-as években).

## Álnevei és jegyei
Füredi József, Dr. Balaton, Dr. Ballatón, Dr. Balatoni, F. J. és K. J.